# Döttingen
Döttingen (frühere Schreibweise auch Dettingen; schweizerdeutsch: ˈtœtːigə) ist eine Einwohnergemeinde im Schweizer Kanton Aargau. Sie gehört zum Bezirk Zurzach und liegt im unteren Aaretal, rund fünf Kilometer südlich der Grenze zu Deutschland. Die Gemeinde ist bekannt als Standort des Kernkraftwerks Beznau sowie für das alljährlich stattfindende Winzerfest.

## Geographie
Die Aare bildet die westliche Gemeindegrenze und fliesst in nördlicher Richtung in den Klingnauer Stausee. Das Seebecken und seine Umgebung ist eine geschützte Landschaft, die unter der Bezeichnung Aarelandschaft bei Klingnau im Bundesinventar der Landschaften und Naturdenkmäler von nationaler Bedeutung (BLN) aufgeführt ist. Im Südwesten liegt das Gebiet Beznau, wo beim Bau des Kanals für das Wasserkraftwerk Beznau eine künstlich geschaffene Insel entstand. Auf dieser steht das Kernkraftwerk Beznau. Bei Beznau erstreckt sich das ausgedehnte Waldgebiet Unterwald. Das Dorfzentrum liegt unmittelbar nördlich der Mündung der Surb in die Aare. Die Bebauung ist vollständig mit jener der Nachbargemeinde Klingnau zusammengewachsen.
Das Surbtal, das sich in Ost-West-Richtung erstreckt, ist auf beiden Seiten durch steile Hänge begrenzt: Im Norden erhebt sich der 484 Meter hohe Hornbuck, der in den 515 Meter hohen Aemmeribuck übergeht. Beide sind Ausläufer des Achebergs, der zum Tafeljura gehört. Die Süd- und Südwesthänge sind mit Weinreben bepflanzt. Südlich der Surb liegt das Ruckfeld, eine ausgedehnte Hochebene, die an ihren Rändern durch sehr steile, bis zu 70 Meter hohe Hänge begrenzt ist.
Die Fläche des Gemeindegebiets beträgt 693 Hektaren, davon sind 244 Hektaren bewaldet und 185 Hektaren überbaut. Der höchste Punkt liegt auf 515 Metern auf dem Aemmeribuck (Erhebung auf dem Acheberg-Plateau), der tiefste auf 318 Metern an der Aare. Nachbargemeinden sind Klingnau im Norden, Zurzach (ehemalige Gemeinde Bad Zurzach) im Nordosten, Tegerfelden im Osten, Würenlingen im Süden und Böttstein im Westen.

## Geschichte

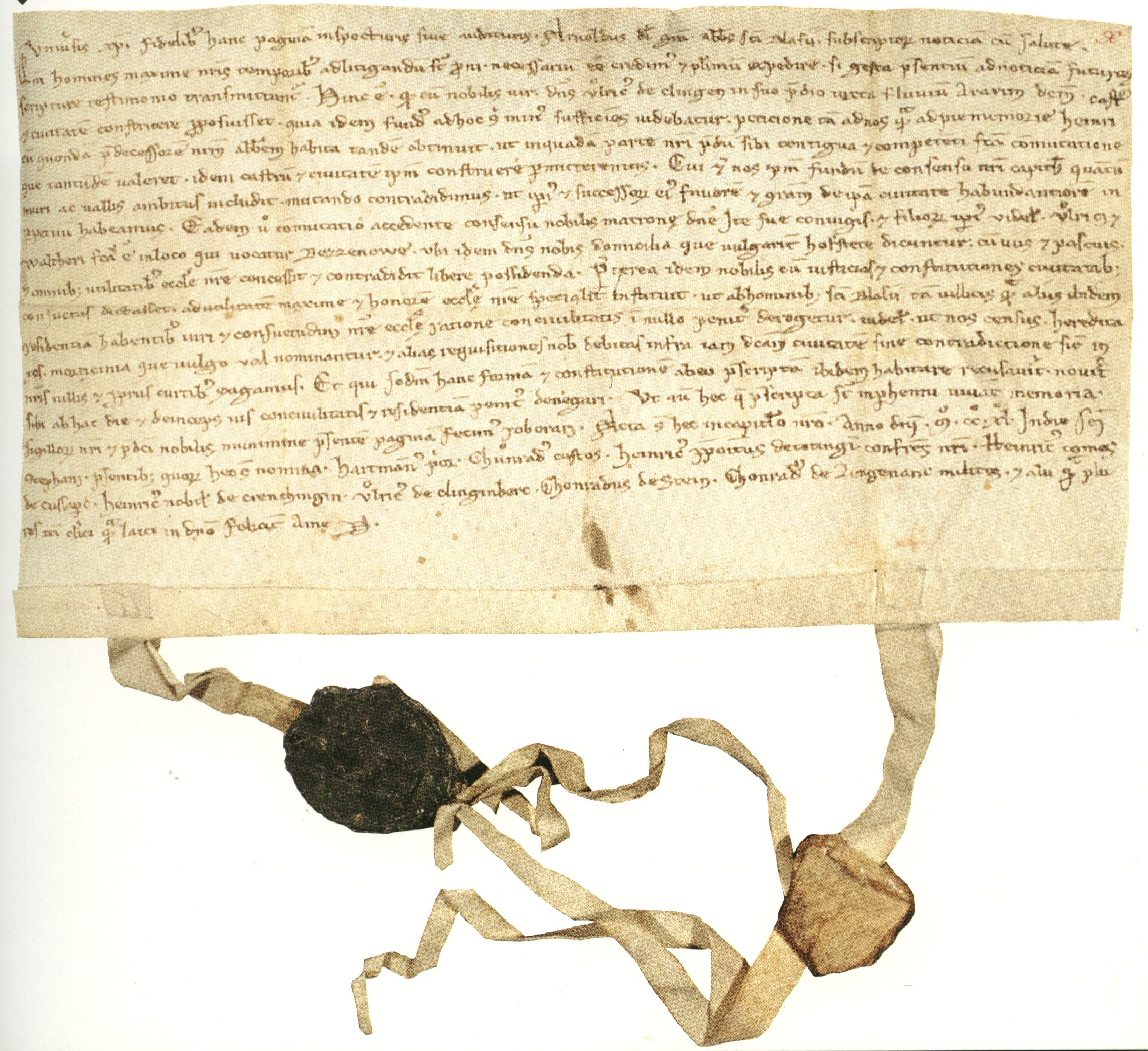
Tauschvertrag zwischen dem Kloster St. Blasien und dem Freiherr Ulrich von Klingen über die Insel Beznau und einen Hügel (die heutige Stadt Klingnau)

Verschiedene Funde belegen eine Besiedlung in der Jungsteinzeit. Während der Zeit der Römer standen hier zwei Gutshöfe. Einer befand sich auf dem Sonnenberg, wo die Heerstrasse Vindonissa–Tenedo verlief; die 1916 entdeckte Fundstelle enthielt ein breites Spektrum an Keramik. Der andere Gutshof kam 1930 bei Ausgrabungen in der Nähe des Friedhofs zum Vorschein. Beide waren um 260 von plündernden Alamannen zerstört worden.
Die erste urkundliche Erwähnung des Ortes Totingen erfolgte im Jahr 1239, als Ulrich von Klingen die Landschaft Beznau gegen einen flussabwärts liegenden Schotterhügel eintauschte, auf dem heute das Städtchen Klingnau steht. Der Ortsname stammt vom althochdeutschen Tettingun und bedeutet «bei den Leuten des Tetto». Ein bedeutender Grundbesitzer war das Kloster St. Blasien. Das Bistum Konstanz übte ab 1269 die niedere Gerichtsbarkeit aus. 1415 eroberten die Eidgenossen den Aargau, lösten die Habsburger als Landesherren ab und übernahmen von ihnen auch die Blutgerichtsbarkeit. Döttingen lag nun im Amt Klingnau der Grafschaft Baden, einer Gemeinen Herrschaft.

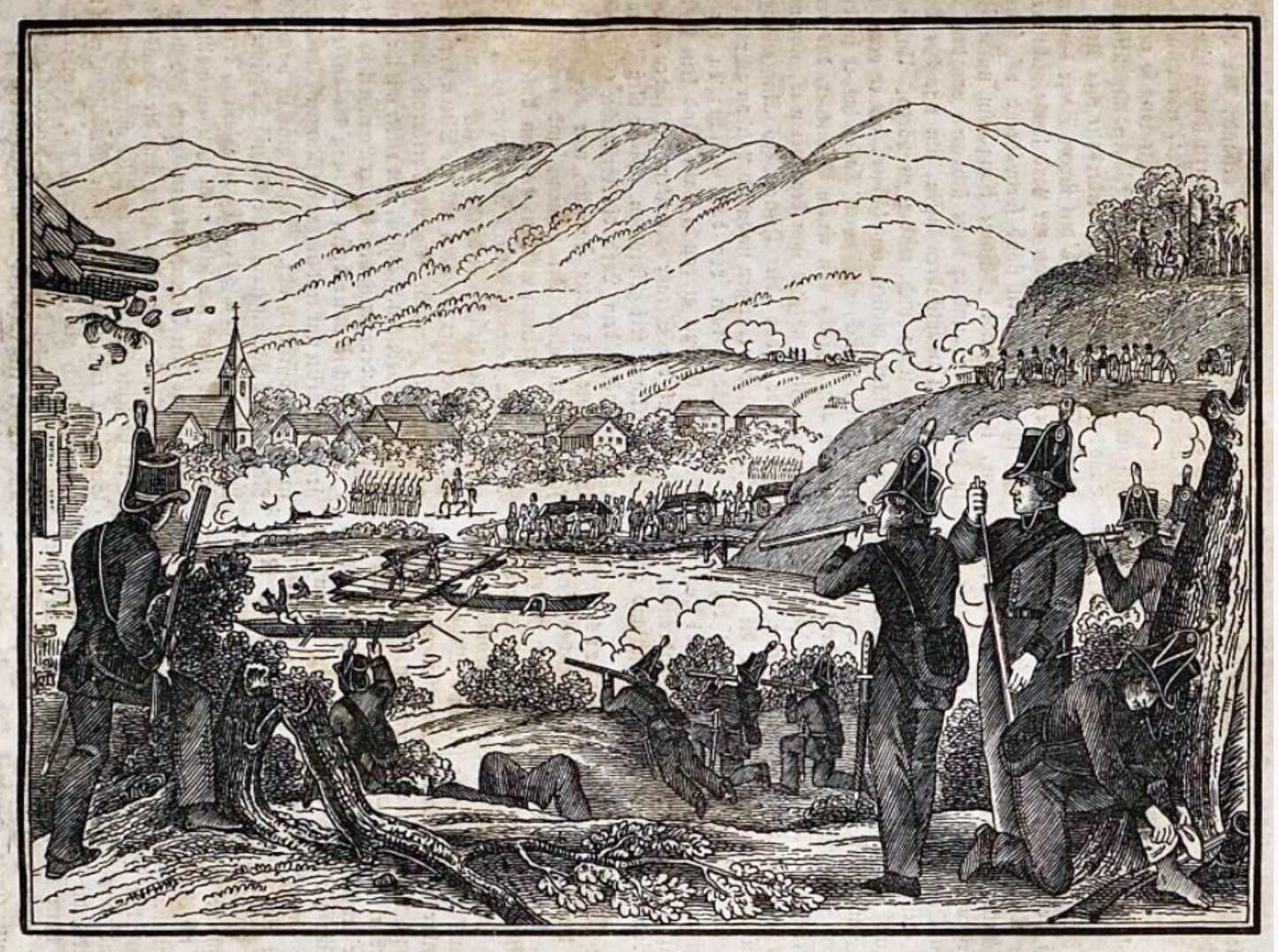
Gefecht bei Döttingen (1799)

Im März 1798 nahmen die Franzosen die Schweiz ein und errichteten die Helvetische Republik, die am 12. April 1798 in Aarau konstituiert wurde. Döttingen war zunächst eine Gemeinde im kurzlebigen Kanton Baden. Während des Zweiten Koalitionskrieges verlief die Frontlinie zwischen Franzosen und Österreichern mitten durch das Aaretal. Am 17. August 1799 versuchten österreichische Truppen, bei Döttingen die Aare zu überqueren (Gefecht bei Döttingen). Von der Mündung der Surb aus nahmen sie die französische Armee auf der anderen Flussseite unter Artilleriebeschuss. Die Franzosen erwiderten das Feuer und konnten den Brückenschlag verhindern. Die Dörfer Kleindöttingen und Eien wurden vollständig zerstört, und es gab mehrere Dutzend Tote.
Seit 1803 gehört Döttingen zum Kanton Aargau. Die Eröffnung der Bahnstrecke Turgi–Koblenz–Waldshut durch die Schweizerische Nordostbahn am 18. August 1859 hatte zur Folge, dass sich das Bauern- und Winzerdorf allmählich zu einem Industriestandort wandelte. Gleichwohl stagnierte die Bevölkerungszahl während des gesamten 19. Jahrhunderts, da viele Einwohner verarmten und zur Auswanderung gezwungen waren. Dann setzte jedoch ein konstantes Wachstum ein. Allein in den 1960er Jahren nahm die Bevölkerungszahl um über vierzig Prozent zu; von 1970 bis 2000 stagnierte die Entwicklung, seither ist wieder eine Zunahme feststellbar.

Luftansicht (1956)

1902 wurde in der Beznau südlich des Dorfes das Wasserkraftwerk Beznau in Betrieb genommen, dessen Oberwasserkanal eine künstliche Insel abtrennt. 1948 folgte ein ölthermisches Kraftwerk. 1957 begannen die Planungen für das erste Kernkraftwerk der Schweiz. Nach vier Jahren Bauzeit nahm 1969 der Block 1 des Kernkraftwerks Beznau die Stromproduktion auf, der baugleiche Block Beznau 2 folgte 1972. Die daraus resultierenden Steuereinnahmen machten Döttingen für einige Jahre zu einer der steuergünstigsten Gemeinden des Kantons.

## Sehenswürdigkeiten

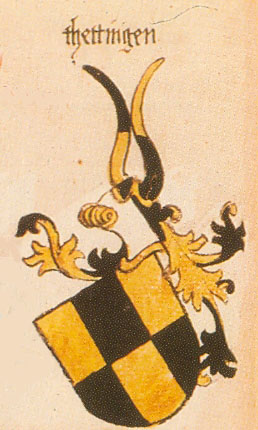
Wappen der Familie von Tettingen

## Wappen
Die Blasonierung des Gemeindewappens lautet: «Geteilt und zweimal gespalten von Gelb und Schwarz.» Das Döttinger Gemeindewappen war ursprünglich das Wappen der Herren von Tettingen, die aus dem Bodenseeraum, bei Dettingen, stammten und im Mittelalter Güter im unteren Aaretal besassen. Die genaue Bedeutung ist nicht überliefert. 1930 erfolgte die Einführung.

## Bevölkerung

Bevölkerungsentwicklung

Die Einwohnerzahlen entwickelten sich wie folgt:
| Jahr      | 1799 | 1850 | 1900 | 1930 | 1950 | 1960 | 1970 | 1980 | 1990 | 2000 | 2010 | 2020 |
| Einwohner | 825  | 1098 | 974  | 1271 | 1738 | 2356 | 3380 | 3264 | 3298 | 3241 | 3749 | 4244 |

Am 31. Dezember 2023 lebten 4473 Menschen in Döttingen, der Ausländeranteil betrug 44,1 %. Bei der Volkszählung 2015 bezeichneten sich 47,6 % als römisch-katholisch und 12,3 % als reformiert; 40,1 % waren konfessionslos oder gehörten anderen Glaubensrichtungen an. 75,9 % gaben bei der Volkszählung 2000 Deutsch als ihre Hauptsprache an, 7,8 % Italienisch, 4,4 % Albanisch, 3,2 % Türkisch, 3,0 % Serbokroatisch und 2,1 % Portugiesisch.

## Politik und Recht
Die Versammlung der Stimmberechtigten, die Gemeindeversammlung, übt die Legislativgewalt aus. Ausführende Behörde ist der fünfköpfige Gemeinderat. Er wird im Majorzverfahren vom Volk gewählt, seine Amtsdauer beträgt vier Jahre. Der Gemeinderat führt und repräsentiert die Gemeinde. Dazu vollzieht er die Beschlüsse der Gemeindeversammlung und die Aufgaben, die ihm vom Kanton zugeteilt wurden. Für Rechtsstreitigkeiten ist in erster Instanz das Bezirksgericht Zurzach zuständig. Döttingen gehört zum Friedensrichterkreis XVII (Zurzach).

## Wirtschaft

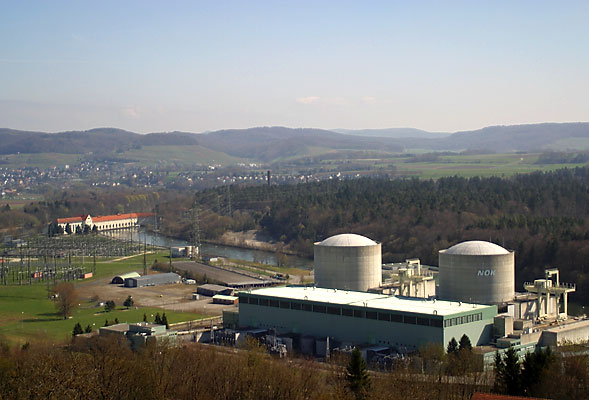
Kernkraftwerk Beznau

In Döttingen gibt es gemäss der im Jahr 2015 erhobenen Statistik der Unternehmensstruktur (STATENT) rund 2150 Arbeitsplätze, davon 2 % in der Landwirtschaft, 51 % in der Industrie und 47 % im Dienstleistungssektor. Der wichtigste Arbeitgeber ist das Kernkraftwerk Beznau. Ebenfalls bedeutend sind die Holzverarbeitung und die Herstellung von Möbeln. Zahlreiche Erwerbstätige sind Wegpendler und arbeiten in den Nachbargemeinden des unteren Aaretals, in der Region Brugg/Baden oder in weiter entfernten Städten.
Der früher bedeutende Weinbau kam ab 1900 wegen der eingeschleppten Reblaus für mehr als zwei Jahrzehnte zum Erliegen. Danach wagte man jedoch einen bescheidenen Neuanfang. Heute ist am Westhang des Hornbucks und am Südhang des vorgelagerten Littibucks eine Fläche von 16,6 Hektaren mit Reben bestockt. Angebaut werden rund zwanzig verschiedene Sorten, wobei Blauburgunder, Pinot gris und Sauvignon Blanc am häufigsten sind. Seit 1950 findet jedes Jahr im Oktober ein Winzerfest statt, das sich zum grössten der Deutschschweiz entwickelt hat.

## Verkehr

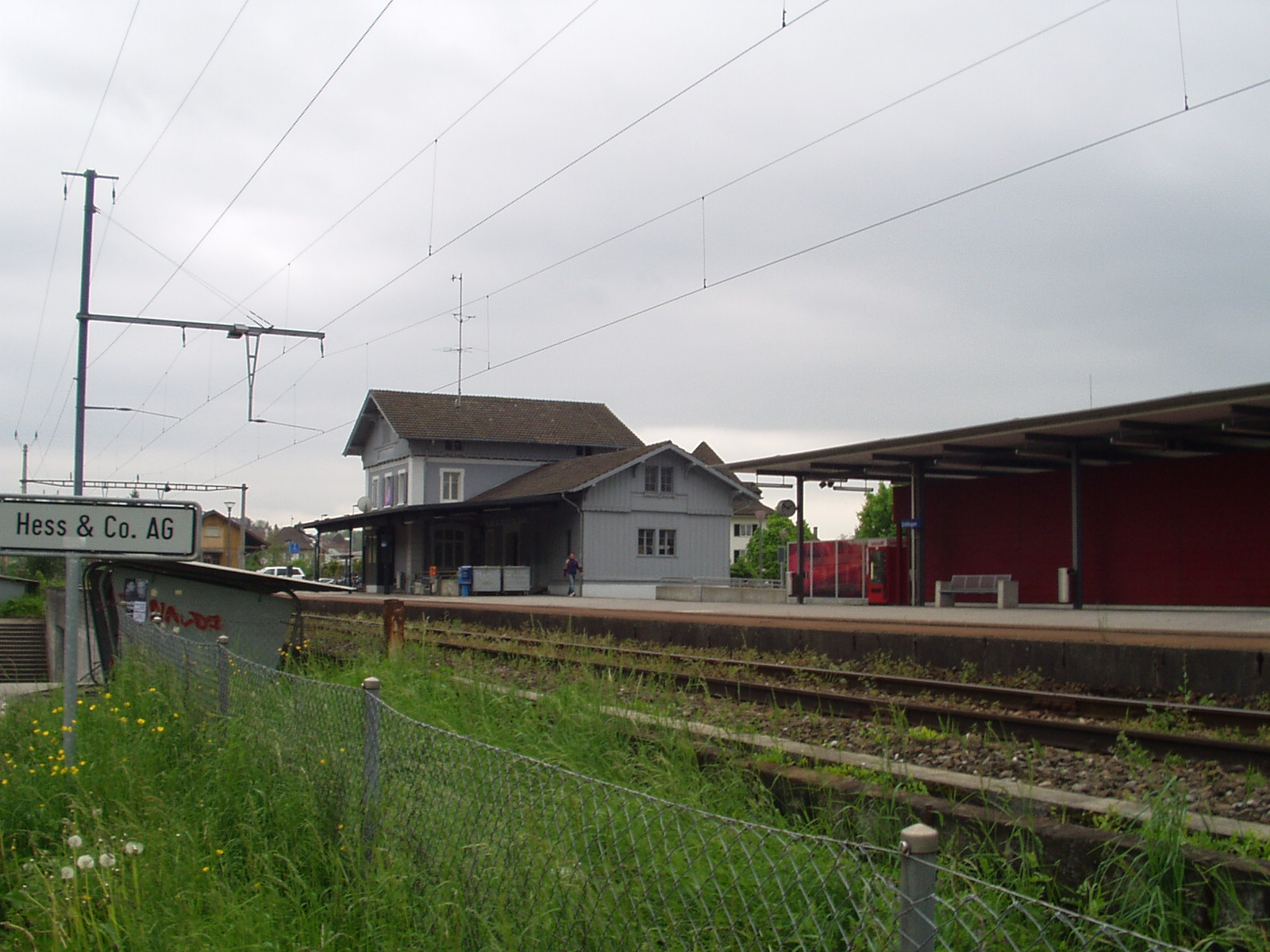
Bahnhof Döttingen

Die viel befahrene Hauptstrasse 5 von Brugg durch das untere Aaretal nach Koblenz verläuft durch Döttingen, wobei seit 1994 eine Umfahrungsstrasse das Dorfzentrum vom Durchgangsverkehr entlastet. Sie kreuzt sich mit der Hauptstrasse 17 durch das Surbtal. Eine Brücke führt über die Aare nach Kleindöttingen.
Döttingen besitzt einen Bahnhof an der SBB-Bahnstrecke Turgi–Koblenz–Waldshut, mit direkten Zügen nach Baden, Waldshut und Bad Zurzach. Bis zum Bau der Bahnhaltestelle Klingnau hiess der Bahnhof Döttingen-Klingnau, seither Döttingen. Postautos verkehren vom Bahnhof aus nach Baden, Brugg, Laufenburg, Mandach und Niederweningen. An Wochenenden verkehrt ein Nachtbus von Baden über das Surbtal und Döttingen nach Bad Zurzach. 1915 war unter dem Arbeitstitel Surbtalbahn auch eine Eisenbahnverbindung nach Niederweningen geplant, kam aber nie zur Ausführung.

## Bildung
Die Gemeinde verfügt über zwei Kindergärten und drei Schulhäuser, in denen die Primarschule, die Realschule und die Sekundarschule unterrichtet werden. Die Bezirksschule kann in Klingnau besucht werden. Die nächstgelegenen Gymnasien sind die Kantonsschule Baden und die Kantonsschule Wettingen.

## Persönlichkeiten
- Frank Erne (1875–1954), Boxer
- Otto Mittler (1890–1970), Historiker
- Robert Zimmermann (1874–1931), Hochschullehrer und Sprachwissenschaftler
- Hansruedi Spannagel (* 1944), Radrennfahrer
- Sarah van Berkel (* 1984 als Sarah Meier),  Eiskunstläuferin, lebt in Döttingen
- Jan van Berkel (* 1986), Triathlet, lebt in Döttingen